# Ионийский лад
Ионийский лад — натуральный диатонический музыкальный лад, в современной музыке соответствующий натуральному мажору. Название происходит от одного из главных племён Древней Греции — ионийцев.
В своей основе этот лад диатоничен; простейшим его примером может служить последовательность белых клавиш на фортепиано от «до» до «до». Ионийский лад, наряду с лидийским и миксолидийским, относится к группе натуральных ладов мажорного наклонения.

## Древнегреческая музыка

### Строение ионийского лада
В древнегреческой системе современный ионийский лад назывался лидийским ладом, а современный лидийский назывался гиполидийским. Октава разделялась на два одинаковых тетрахорда, между которыми ставился соединительный тон. Так лидийский тетрахорд имел следующее строение:
| тон-тон-полутон |

Дублированием лидийского тетрахорда через тон получался лидийский, ныне ионийский, лад:
| тон-тон-полутон+тон+тон-тон-полутон |

Таким образом ионийский лад полностью совпадает со строением современного натурального мажора, то есть последний основывается на древнегреческой лидийской гармонии.
Более того, при анализе восходящих звукорядов мелодических минора и мажора (то есть с повышенными и пониженными VI и VII ст. соответственно) выясняется, что они представляют собой смешение эолийского лада с ионийским и наоборот:

### Этическое значение
Древние греки были очень чувствительны к музыкальному ладу: каждый лад они переживали с определённым этико-эстетическим содержанием. Так, Аристотель делит лады на этические, практические и энтузиастические. Этическими он называет те лады, которые так или иначе воздействуют на «этос» греческого народа. Сюда же, по Аристотелю, относится и ионийский (ранее лидийский) лад, в котором он находит наивную детскость и прелесть и который, следовательно, хорошо содействует молодому возрасту.
Каждое племя выступало со своей национальной музыкой, и каждое племя имело свой излюбленный музыкальный лад. Три лада — ныне дорийский, ионийский и эолийский — были наиболее известными и ярко выраженными. Эпос и затем более личная лирика стали достоянием греческой Ионии. Музыка ионийцев была лёгкой, доступной и мягкой. Платон отнёс ионийский лад к «размягчающим» и «застольным» ладам. Ионийским ладом (тогда лидийским) пользовались гидравлисты, кифареды, авлеты и любые музыканты, склонные к орхестическим (хоровым) композициям.
У Атенея введение понятия о самостоятельном ладе ионийцев приписано ионийскому поэту Пиферму, употребившему его в своих «застольных песнях». По Атенею, этот лад не является ни цветущим, ни весёлым, но суровым и жестоким, содержащим не «низкую» (но и не «высокую») важность, поэтому он подходит к трагедии. Лукиан, напротив, говорит об изящности (греч. γλαφυρόν) раннего ионизма.
Первоначальный ионизм едва ли не отличается мягкостью и чувствительностью. Это была общая характеристика ионийцев. Однако, Атеней отмечает, что «нравы же теперешних ионийцев уже более изнеженные, а этос их лада во многом изменился». Его основное «этическое» содержание — это мягкость, доходящая до полной вялости и расслабленности. Уже в V веке до н. э. Платон называет ионийский этос «всё ещё мягким» (то есть указывает на давность данного явления).
Плутарх отмечает постепенное сближение ионизма и лидизма, отразившееся в сходности ладов ионийцев и лидийцев. Опять же, у Платона «новый» ионийский лад относится к «мягким» и «пировым» гаммам, у Аристотеля — к «опьяняющим» и «вакхическим», у Лукиана — так же к вакхическому «этосу». Вскоре этот изменённый в сторону лидизма лад ионийцев (и в сторону ионизма лад лидийцев) стали называть лидийским ладом, — так он обрёл устойчивую конструкцию и ассоциацию.

## К Средневековью
Церковные лады представляли единую систему ладов, построенных на основе таких понятий, как амбитус, реперкусса и финалис. В рамках этой системы каждый лад назывался тоном, имел свой номер и подвид. Шестой плагальный тонус (tritus plagalis) стали именовать гиполидийским (по Боэцию, см. рисунок ниже), а затем опять лидийским (хотя на самом деле это был ионийский лад, — произошла подмена понятий):
Затем Генрих Глареан, когда создавал свою ладовую систему, опубликованную в трактате «Додекахорд» в 1547 году, назвал ионийским свой одиннадцатый автентический лад (соответствующий шестому плагальному тонусу).

### Ионийский лад
Всякая ладовая система у древних греков расценивалась с точки зрения того или иного тяготения тонов, а следовательно, и с точки зрения ладового тяготения. То есть утверждать, что ионийский лад Древней Греции — есть исключительно модальный или тональный, нельзя.
Ионийский модальный лад отличается от тонального мажора функциями ступеней, отсутствием (реже, наличием) тяготений и опорой больше не на тонику, а, скорее, на заключительный тон — финалис.
В качестве самого простого примера ионийского лада в церковных песнопениях можно привести партитуру баритона из распева «Benedicamus Domino»:
Ещё одним примером может служить монодическая месса «In festis solemnibus», все части которой (Kyrie, Gloria, Sanctus, Agnus Dei, Ite missa est) написаны в ионийском ладу (то есть в XI автентическом ладу по Глареану):
В целом в фа-ионийском написан 27-й мотет «Quam pulchra es» из цикла «Песнь песней» Дж. Палестрины.
Вскоре, с развитием музыкальной истории, стало ясно, что все семь ладов не являются особенностью конкретно Древней Греции и (затем) григорианских хоралов: они встречаются у многих других народов в самых разных частях света. Так, например, ионийский лад можно заметить в русских народных песнях «Ходила младешенька по борочку» (от ноты до), «Вдоль по Питерской» (от ноты фа с переменой на до), «Про татарский полон» (от ноты соль) и множестве других.
Также в индийской системе ладов (тхатов) присутствовал ионийский лад под именованием «билавал».
В эпоху господства мажора и минора (XVIII-XIX вв.) «старая» модальность оказалась почти полностью вытеснена тональными структурами.

## Современность

### Эпоха романтизма
От эпохи романтизма XIX века начинается процесс возрождения модальности и её постепенной эмансипации от тональности (Шопен, Глинка, Римский-Корсаков, Мусоргский, Григ и некоторые другие композиторы). Естественно, что в эту эпоху модальные лады поначалу ответвляются от мажора и минора — тональных ладов, либо как лады производные, либо на основе смешения ладов или своего рода «альтерации» (хроматического изменения звуков) отдельных аккордов.
Смешанный фригоионийский лад можно услышать в IV действии оперы «Сказание о невидимом граде Китеже» Н. А. Римского-Корсакова.
Но отпочковавшись от тонально-функциональной системы мажора и минора, новая модальность быстро развивается в сторону максимально возможного удаления от неё и предельного выявления модальной специфики (Стравинский, Барток, Мессиан и др.).
Так в ионийском, лидийском и смешанном ионийско-лидийском ладах написан балет «Чудесный мандарин» Б. Бартока.

### Ионийский лад в XX веке
Мощный стимул к развитию модальности в XX в. был дан нарастающими волнами интереса к народной музыке, вплоть до тенденции к цитатно-точному воспроизведению её характерных особенностей.
Примеры использования ионийского лада можно найти в прелюдии для фортепиано «Затонувший собор» К. Дебюсси (тема C-dur), в фуге C-dur № 1 из сочинения «24 прелюдии и фуги», в романсе «Возрождение» из «4 романсов на слова А. С. Пушкина, для баса и фортепиано», а также (попеременно) в IV части Седьмой симфонии Д. Д. Шостаковича, в произведении Н. С. Кондорфа «„Ярило“ для фортепиано и магнитофонной плёнки» и других.